# 응우옌응옥바오안
응우옌응옥바오안(완옥보안, Nguyễn Ngọc Bảo An, 2006년 4월 27일 ~ )은 베트남의 가수이다.